# Chita, Aichi
Chita (知多市 Chita-shi) là thành phố thuộc tỉnh Aichi, Nhật Bản. Tính đến ngày 1 tháng 10 năm 2020, dân số ước tính thành phố là 84.364 người và mật độ dân số là 1.800 người/km2. Tổng diện tích thành phố là 45,90 km2.

## Giao thông

### Đường sắt
Meitetsu
- Tuyến Tokoname Meitetsu：- Teramoto - Asakura - Komi - Nagaura - Hinaga - Shin Maiko -
- Tuyếng Kōwa Meitetsu：- Tatsumigaoka  -

### Đường bộ

#### Cao tốc/Xa lộ
- Quốc lộ 155
- Quốc lộ 247